# Armée populaire de Pologne
L'armée populaire polonaise (Ludowe Wojsko Polskie a prononcé : [luˈdɔvɛ ˈvɔi̯skɔ ˈpɔlskʲɛ] , LWP) constitue la deuxième formation des forces armées polonaises de l'Est en 1943-1945 et en 1945-1989. Les forces armées de l'État communiste polonais (à partir de 1952, la République populaire de Pologne), sont dirigés par le Parti ouvrier polonais, puis par le Parti ouvrier unifié polonais. Les forces armées polonaises conduites par les communistes, autorisées et facilitées par Joseph Staline, sont le résultat des efforts déployés au début des années 1940 en Union soviétique par Wanda Wasilewska et Zygmunt Berling.
Le nom officiel de ces formations était : Armia Polska w ZSRR (Armée polonaise en URSS) de 1943-1944, Wojsko Polskie (Troupes polonaises) et Siły Zbrojne Rzeczpospolitej Polskiej (Forces armées de la République de Pologne) de 1944-1952 et de 1952 Siły Zbrojne Polskiej Rzeczypospolitej Ludowej (Forces armées de la République populaire de Pologne).

## Seconde Guerre mondiale

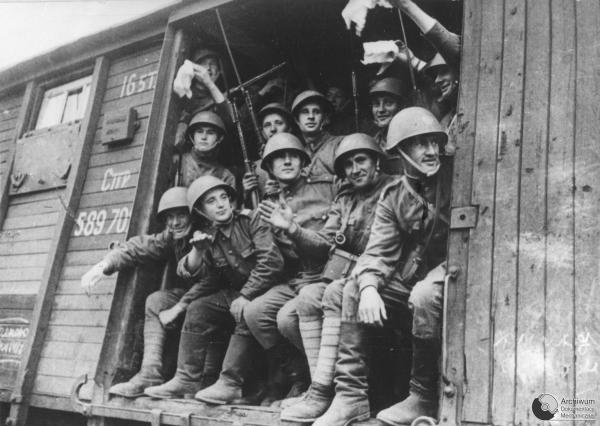
Troupes polonaises en 1943.

Cette force est formée pendant la Seconde Guerre mondiale, en mai 1943, sous le nom de 1re division d'infanterie Tadeusz Kościuszko, qui est devenue la première armée polonaise, officieusement connue sous le nom d'armée de Berling. En raison de la pénurie d'officiers polonais et de la politique de l'Union soviétique, en mars 1945, les officiers de l'Armée rouge soviétique représentaient près de 52% du corps des officiers (15 492 sur 29 372). Environ 4 600 d'entre eux sont restés dans le LWP en juillet 1946.
Ce n'était pas la seule formation polonaise à avoir combattu du côté des Alliés, ni la première formée à l'Est. L'ancienne force polonaise formée en Union soviétique, connue sous le nom d'armée d'Anders, était fidèle au gouvernement polonais en exil et avait à ce moment-là déménagé en Iran. Les forces polonaises dirigées par les communistes se sont rapidement développées au-delà de la 1re Division en deux commandements majeurs : la première armée polonaise (initialement sous Zygmunt Berling) et la deuxième armée polonaise (commandée par Karol Świerczewski). La première armée polonaise a participé à l'offensive Vistule-Oder, à la bataille de Kolberg et à la bataille finale de Berlin.

## Après-guerre

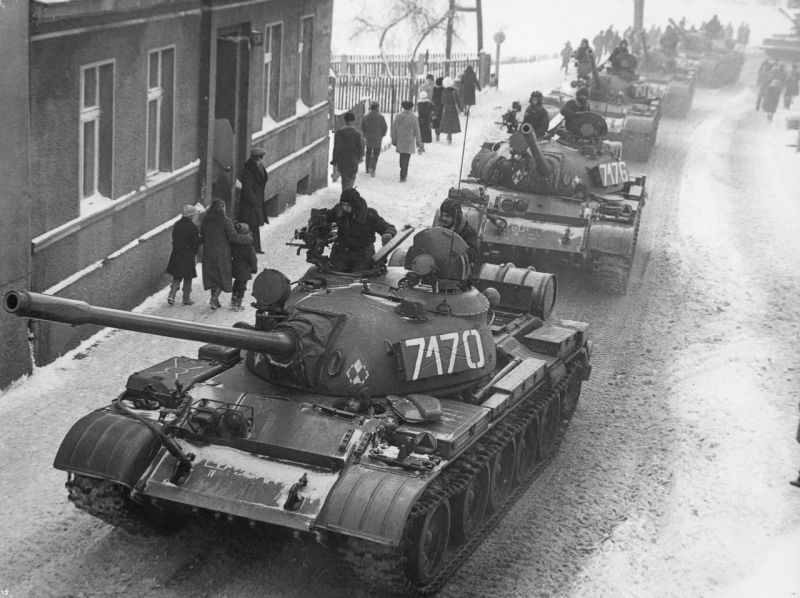
Chars T-55A de l'armée populaire polonaise Lors de l'État de siège en Pologne de 1981 à 1983.

Après la guerre, l'armée polonaise a été réorganisée en six (plus tard sept) districts militaires. Il s'agit du district militaire de Varsovie, dont le siège est à Varsovie, du district militaire de Lublin, du siège à Lublin, du district militaire de Cracovie, du siège à Cracovie, du district militaire de Łódź, du siège à Łódź, du district militaire de Poznań, du siège à Poznań, le district militaire de Poméranie, siège à Toruń, et le district militaire de Silésie, siège à Katowice.
À la fin des années 1940 et au début des années 1950, l'armée polonaise était sous le commandement du maréchal de l'Union soviétique, du maréchal de Pologne et du ministre de la Défense de la Pologne, Konstantin Rokossovsky. Elle est de plus en plus intégré dans les structures militaires soviétiques. Ce processus a été atténué au lendemain de l'octobre polonais de 1956, lorsque Władysław Gomułka a officialisé certains aspects des relations militaires de la Pologne avec l'Union soviétique. Elle est la plus puissante du Pacte de Varsovie après l'armée soviétique.
L'armée de terre comprend au plus fort 5 divisions blindées, 6 divisions motorisées et sont équipées de plus de 3 000 chars d’assaut. L'armée de l'air comprend 565 avions de combat et 80 hélicoptères armés.